# 퀸스블레이드
퀸스블레이드는 라이브플렉스에서 개발하고, 게임클럽, 엠게임에서 서비스 했던롤플레잉 게임이다.

## 연혁
- 클로즈베타 테스트 : 2012년 1월 19일 ~ 6월 17일
- 오픈 베타 : 2012년 7월 12일
- 정식 서비스 : 2012년 7월 17일 ~ 2016년 4월 14일

## 소개
"여자들의 MMORPG"를 표어로 정하고 있다.